# كأس السوبر التونسي للكرة الطائرة للسيدات
كأس السوبر التونسي للكرة الطائرة للسيدات هي واحدة من المسابقات الرئيسية المهتمة برياضة الكرة الطائرة في تونس تجمع بطل تونس والفائز بكأس تونس. تأسس الكأس في 2003، وتشرف على تنظيمه الجامعة التونسية للكرة الطائرة.

الفريق الأكثر تتويجا هو النادي الرياضي الصفاقسي ب6 ألقاب .

## سجل النتائج
| - 2003: النادي الأولمبي القليبي. - 2004: لم تلعب. - 2005: النادي الرياضي الصفاقسي. - 2006: لم تلعب. - 2007: النادي الرياضي الصفاقسي. - 2008: الهلال الرياضي التونسي. - 2009: الاتحاد الرياضي القرطاجني. - 2010: النادي الرياضي الصفاقسي. - 2011 - 2016: لم تلعب. - 2017: النادي النسائي بقرطاج. - 2018: النادي الرياضي الصفاقسي. - 2019: النادي الرياضي الصفاقسي. - 2020: النادي النسائي بقرطاج. - 2021: النادي النسائي بقرطاج. - 2022: النادي النسائي بقرطاج. - 2023: النادي الرياضي الصفاقسي. |

## عدد مرات الفوز
| النادي                    | عدد مرات الفوز |
| ------------------------- | -------------- |
| النادي الرياضي الصفاقسي   | 6              |
| النادي النسائي بقرطاج     | 4              |
| النادي الأولمبي القليبي   | 1              |
| الهلال الرياضي التونسي    | 1              |
| الاتحاد الرياضي القرطاجني | 1              |

## مقالات ذات صلة
- كأس السوبر التونسي للكرة الطائرة للرجال
- الجامعة التونسية للكرة الطائرة

## روابط خارجية
- الموقع الرسمي للجامعة.